# Bistum Couserans

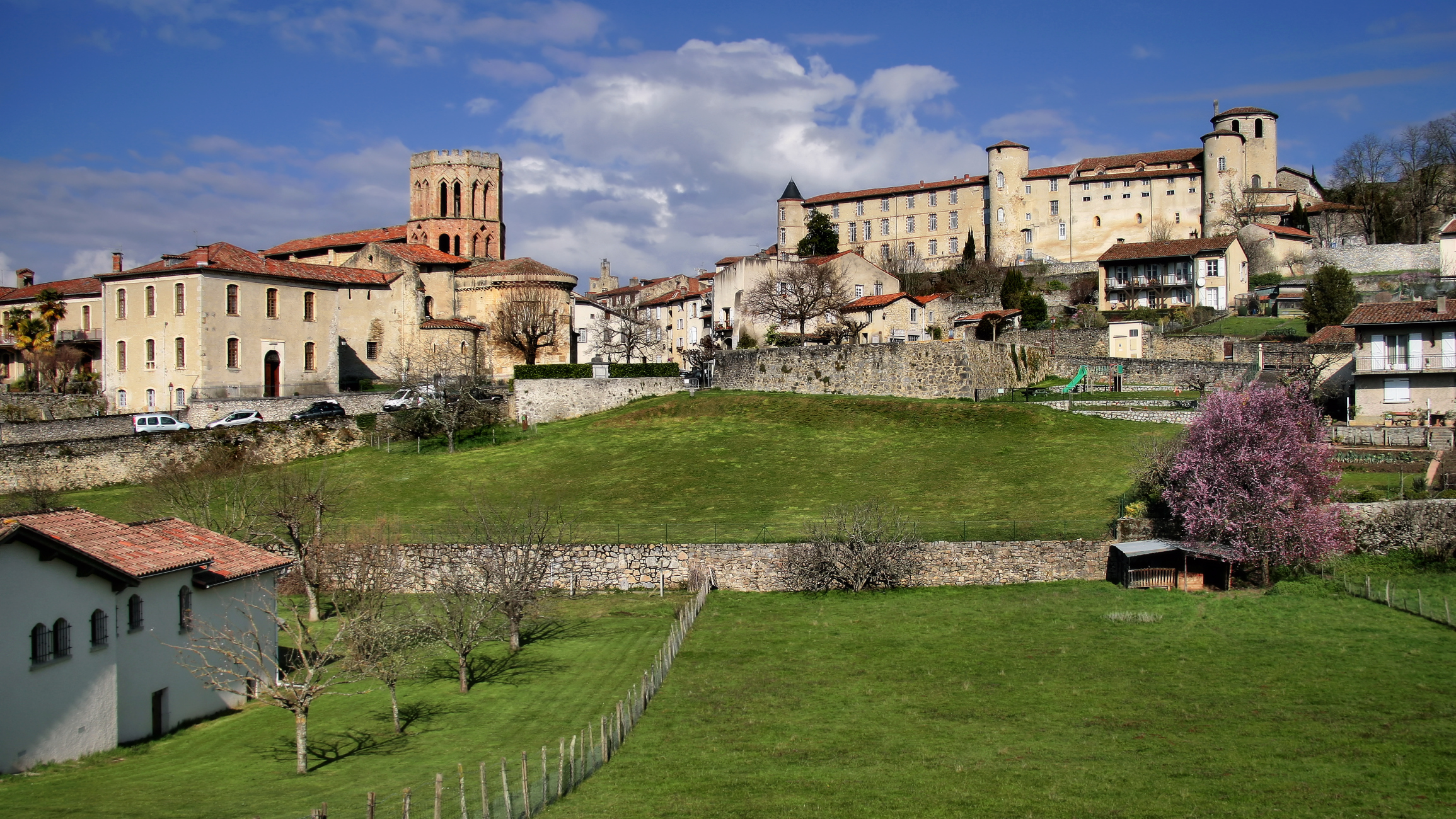
Kathedrale und Bischofspalast in Saint-Lizier

Das Bistum Couserans (lateinisch Dioecesis Conseranensis) war eine im Süden Frankreichs gelegene römisch-katholische Diözese mit Sitz in Saint-Lizier.

## Geschichte

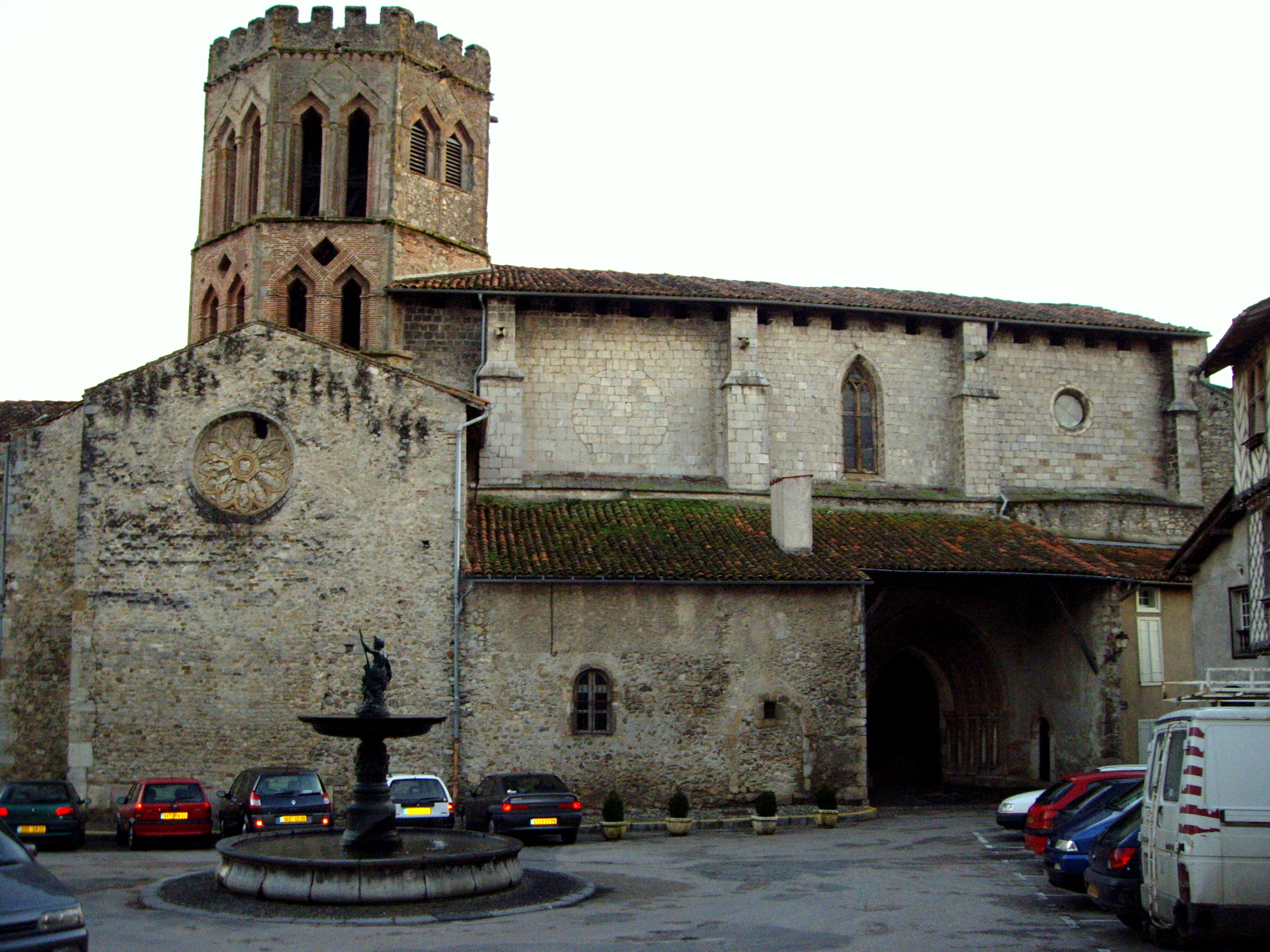
Kathedrale Saint-Lizier in Saint-Lizier

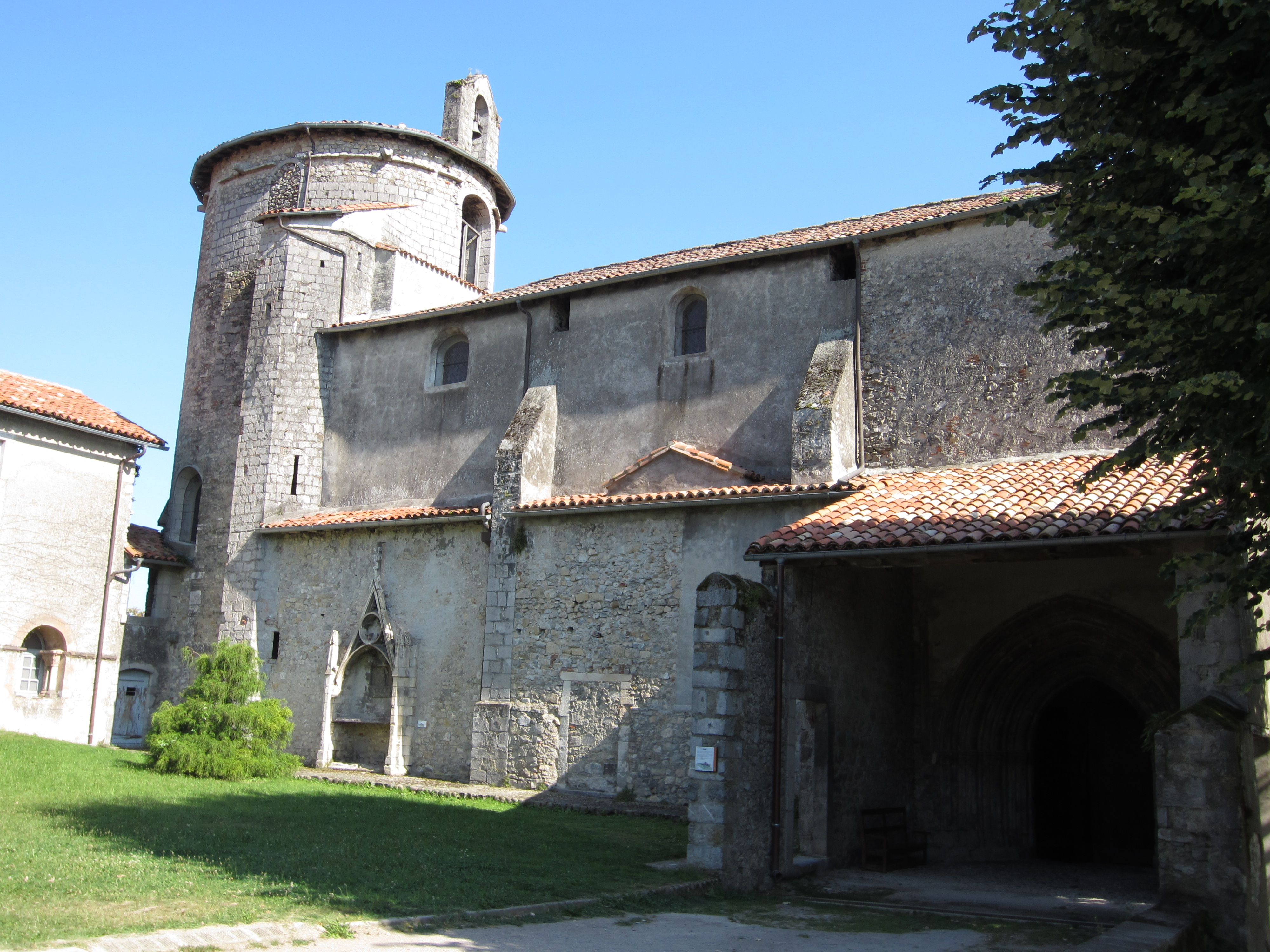
Kathedrale Notre-Dame de la Sède in Saint-Lizier

Das Bistum Couserans wurde im 5. Jahrhundert errichtet. Es wurde dem Erzbistum Eauze als Suffraganbistum unterstellt. Erster Bischof war Valerius. Mitte des 9. Jahrhunderts wurde das Erzbistum Eauze zum Erzbistum Auch umfirmiert und das Bistum Couserans blieb diesem als Suffragansitz unterstellt. Seit dem 12. Jahrhundert gab es neben dem Bistum auch eine Grafschaft Couserans.
Am 29. November 1801 wurde das Bistum Couserans infolge des Konkordates von 1801 durch Papst Pius VII. mit der Päpstlichen Bulle Qui Christi Domini aufgelöst und das Territorium wurde dem Erzbistum Toulouse angegliedert. 1822 kam der größte Teil des Diözesangebiets mit dem ehemaligen Bischofssitz zum wiedererrichteten Bistum Pamiers.
Im Jahre 1708 umfasste das Bistum Couserans 70 Pfarreien. Bis zum Jahr 1752 sank die Zahl der Pfarreien auf 63.

## Kathedralen
Das in der Stadt Saint-Lizier ansässige Bistum hatte zwei Kathedralen, die eine im Stadtzentrum über dem Grab des heiligen Lizier von Couserans trägt dessen Namen; die andere in der Bischofsresidenz oberhalb der Stadt heißt Notre-Dame-de-la-Sède.